# Chrysosoma norma
Chrysosoma norma är en tvåvingeart som beskrevs av Charles Howard Curran 1927. Chrysosoma norma ingår i släktet Chrysosoma och familjen styltflugor.
Artens utbredningsområde är Kongo. Inga underarter finns listade i Catalogue of Life.